# Telescopio solar

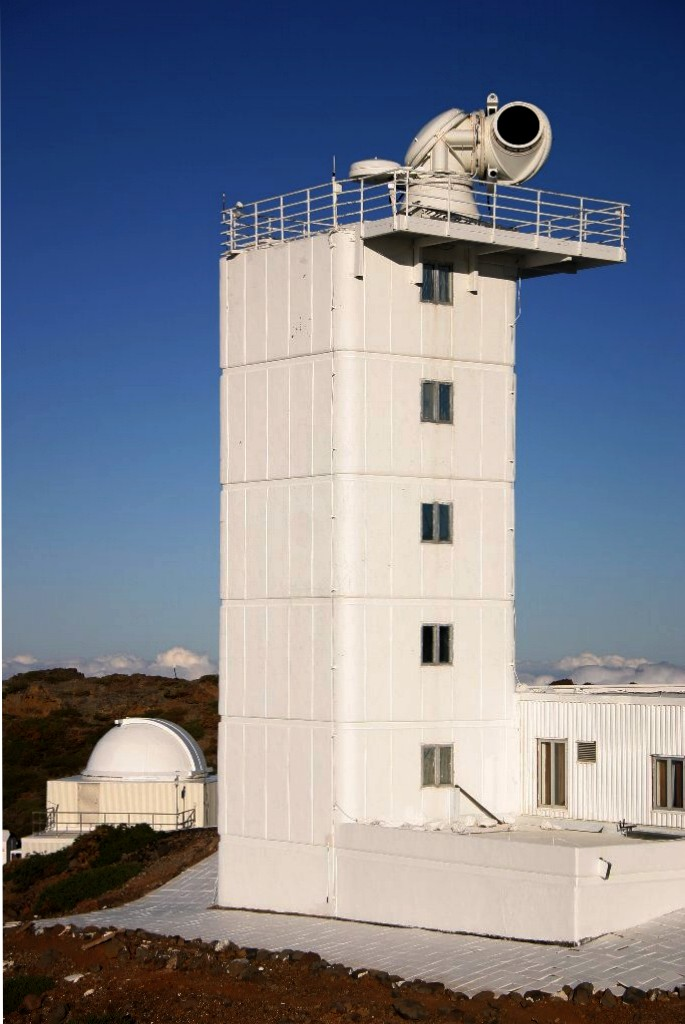
Telescopio Solar Sueco en el observatorio Roque de los Muchachos, La Palma en las Islas Canarias.

Un telescopio solar es un telescopio  de propósito particular, usado para observar el sol. Los telescopios solares generalmente detectan luz cuya longitud de onda puede estar dentro del espectro visible o en sus proximidades.

## Telescopios solares profesionales
Los telescopios solares necesitan de una óptica lo suficientemente potente para alcanzar la mejor difracción posible, no obstante, no necesitan de la potencia de recolección de luz de otros telescopios astronómicos. Debido a que los telescopios solares son operados durante el día, mostrando una imagen de un objeto astronómico muy brillante, y que el límite de visión impuesto por las turbulencias atmosféricas es mucho peor que el experimentado por los telescopios nocturnos, los objetivos de este tipo de telescopios son de 1 m o menos de diámetro. El calor generado por la luz del sol bien enfocada también plantea un problema de diseño. Los observatorios solares profesionales pueden tener elementos con distancias focales muy largas y la trayectoria de la luz puede mantenerse en una ampolla de vacío para eliminar el movimiento del aire debido a la convección dentro del mismo telescopio. Dado que esto hace que el telescopio resulte relativamente pesado (algunos de ellos son los telescopios ópticos más pesados del mundo), y que el objeto observado (el sol) viaja en un camino angosto fijo a través del cielo, los telescopios solares suelen ser fijos en su posición (a veces bajo tierra) cuya única parte móvil es un helióstato que sigue la trayectoria del sol en el cielo. Estos telescopios utilizan técnicas de filtración y de proyección para la observación directa, además de cámaras de filtrado de diversos tipos. Las herramientas especializadas tales como espectroscopios y espectrohelioscopios se utilizan para examinar el sol en diferentes longitudes de onda. 

### Algunos telescopios solares
Vea también Lista de telescopios solares
- La Torre de Einstein (Einsteinturm) operativa desde 1924
- El Telescopio solar McMath-Pierce (1.6 m de diámetro, desde 1961)
- El Observatorio McMath-Hulbert (24"/61 cm de diámtro, 1941–1979)
- El Swedish Vacuum Solar Telescope (47.5 cm de diámtro, 1985–2000)
- El Telescopio solar suizo (1 m de diámetro, desde 2002)
- El Telescopio solar Richard B. Dunn (1.63 m de diámetro, desde 1969)
- El Observatorio Mount Wilson
- El Dutch Open Telescope (45 cm de diámtro, desde 1997)
- El Observatorio Teide, que alberga múltiples telescopios solares, incluyendo el Vacuum Tower Telescope de 70 cm  (desde 1989) y el Telescopio solar GREGOR de 1,5 m inaugurado en 2012, webcam).
- El Telescopio de tecnología solar avanzada, un telescopio en proyecto con 4 m de apertura.

## Otros tipos de observación
La mayoría de observatorios solares trabajan en el rango de la luz visible, UV e infrarrojo cercano, pero también se pueden hacer otro tipo de observaciones: 
- Solar X-ray astronomy, observaciones del sol en rayos X
- Multi-spectral solar telescope array (MSSTA), una serie de telescopios UV lanzados con un cohete sonda en la década de 1990
- El Complejo astronómico Leoncito que observa el sol en longitudes de onda submilimétricas
- La Red de telescopios radiosolares (RSTN) que es una red de observatorios solares mantenidos y operados por la AFWA (Air Force Weather Agency) de los Estados Unidos.
- El CAST (CERN Axion Solar Telescope), que busca axiones solares desde principios de la década de 2000

## Telescopios solares aficionados

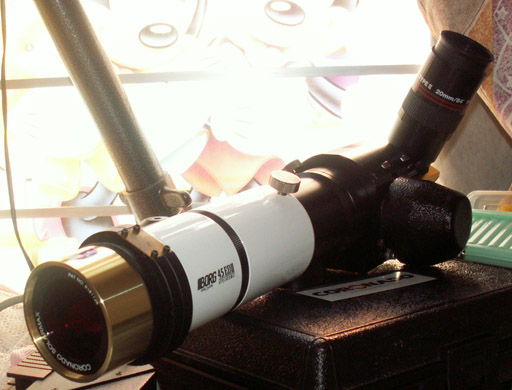
Ejemplo de un telescopio solar de aficionado, equipado con un sistema filtro de hidrógeno alfa

En el campo de la astronomía amateur, existen muchos métodos usados para observar el sol. Los astrónomos aficionados hacen uso desde sistemas simples para proyectar el sol en un pedazo de papel blanco hasta filtros de hidrógeno alfa, e incluso sistemas de espectrohelioscopio hechos en casa. En contraste con telescopios profesionales, los telescopios solares de aficionados son generalmente mucho más pequeños.